# Westport (Oregón)
Westport es un lugar designado por el censo ubicado en el condado de Clatsop en el estado estadounidense de Oregón. En el año 2010 tenía una población de 321 habitantes.

## Geografía
Westport se encuentra ubicado en las coordenadas 46°7′53″N 123°22′31″O / 46.13139, -123.37528.